# Macerone
Macerone is een plaats (frazione) in de Italiaanse gemeente Cesena.